# Íñigo Arista av Pamplona
Íñigo Arista av Pamplona (eller på baskiska: Eneko Aritza Iruñekoa), död 852, var kung av Pamplona mellan 824 och 852.